# Time Out with Britney Spears
Time Out with Britney Spears är Britney Spears första VHS som släpptes 19 november 1999, men var sedan släppt på nytt till en DVD den 13 februari 2001.